# Neurigona derelicta
Neurigona derelicta är en tvåvingeart som beskrevs av Octave Parent 1928. Neurigona derelicta ingår i släktet Neurigona och familjen styltflugor. Inga underarter finns listade i Catalogue of Life.